# Круммин (святой)
Круммин (др.‑ирл. Crúimín) (V век) — святой епископ ирландский. День памяти — 28 июня.
Святой епископ Круммин был учеником св. Патрика. Согласно «Трёхчастному житию» Патрика, Патрик оставил на попечение Круммина «досточтимые места погребения (святых)» (др.‑ирл. reilge sruithe) в Лакане (Lackan), графство Вестмит. В трактате о матерях святых Ирландии он фигурирует, как один из пятнадцати детей святой Дарерки, сестры Патрика. Основные генеалогии святых упоминают имя его отца — Кормак, но не дают имени матери.
Большинство календарей перечисляют этого святого под 28 июня, но в «Мартирологе Таллахта» упоминается и 29 декабря. Согласно легенде, изложенной в комментариях к «Мартирологу Энгуса», святой прожил сто восемьдесят лет. В Лакане был святой колодец, посвящённый Круммину, где день святого отмечался местными жителями вплоть до 1822 года; в 1830-х годах местный приходской священник запретил этот праздник.